# طبقات الرجال

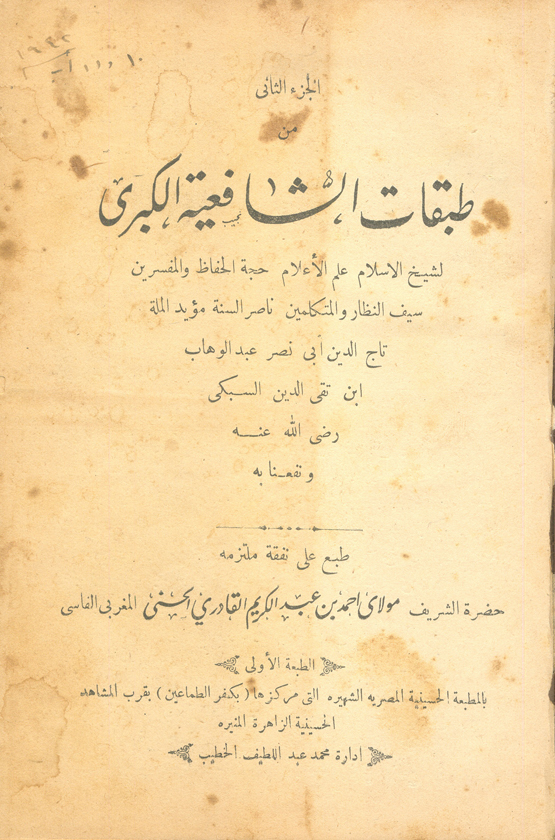
غلاف كتاب طبقات الشافعية الكبرى لشيخ الإسلام تاج الدين السبكي (توفي 771هـ/1370م)

طبقات الرجال هو أحد فروع علم الرجال من فروع علوم الحديث، والذي يعنى بتقسيم رواة الحديث إلى طبقات بحسب السنين أو المراتب كالصحابة والتابعين وتابعي التابعين.

## وصلات خارجية
الشيخ الدكتور عبدالكريم الخضير. "طبقات الرجال". مقدمة صحيح مسلم. مؤرشف من الأصل في 2014-08-22. {{استشهاد ويب}}: روابط خارجية في |مؤلف= (مساعدة)صيانة الاستشهاد: أسماء عددية: قائمة المؤلفين (link)